# Albert Kluyver
Albert Jan Kluyver, geboortenaam gespeld als Kluijver (Breda, 3 juni 1888 – Delft, 14 mei 1956) was een Nederlandse microbioloog, botanicus en biochemicus.

## Levensloop
Kluyver kwam ter wereld als de zoon van hoogleraar wiskunde Jan Cornelis Kluijver en Marie Honigh. Zijn zus, Clasina Albertina Kluyver, was de eerste vrouwelijke gedelegeerde van Nederland bij de Volkenbond. Op 29 juli 1916 trouwde hij met Helena Johanna Lutsenburg Maas, met wie hij drie dochters en twee zoons kreeg.
Kluyver studeerde chemische technologie. Hij promoveerde op 26-jarige leeftijd met zijn proefschrift Biochemische suikerbepaling bij professor G. van Iterson, nadat hij van 1911 tot 1916 assistent was op het Laboratorium voor microscopische anatomie. Vervolgens verbleef hij van 1916 tot 1919 in Nederlands-Indië, waar hij nijverheidsconsulent was op Java. Daarna voerde hij een onderzoek uit naar de klappervezelbereiding (kokosvezel) op Malakka en Ceylon en leidde hij het laboratorium van de NV Oliefabrieken Insulinde in Bandoeng.
Van 1920 tot aan zijn dood in 1956 was Kluyver hoogleraar microbiologie aan de Technische Universiteit Delft. Hij was daarmee de opvolger van Martinus Willem Beijerinck. Een van Kluyvers eerste leerlingen en assistent was Cornelius van Niel, die later de Delft School of Microbiology naar de Nieuwe Wereld bracht.
Van Niel bewees in 1930 ook de biochemische overeenkomst tussen de bacteriële fotosynthese en die van algen en planten. De inzichten die beide studies van bacteriën opleverden, leidden in 1936 tot de classificatie volgens het Kluyver-Van Nielsysteem.
In 1935 richtte Kluyver samen met Leonard Ornstein (en financiële steun van de Rockefeller Foundation) de Biofysische Werkgroep Utrecht-Delft op
Kluyver werd in 1926 benoemd tot lid van de Koninklijke Nederlandse Akademie van Wetenschappen (KNAW). Van 1947 tot 1954 was hij daarvan bovendien president. Kluyvers werk op de KNAW leidde onder meer tot de oprichting van het Reactorcentrum Nederland. In 1953 werd Kluyver onderscheiden met de Copley Medal.

## Werk

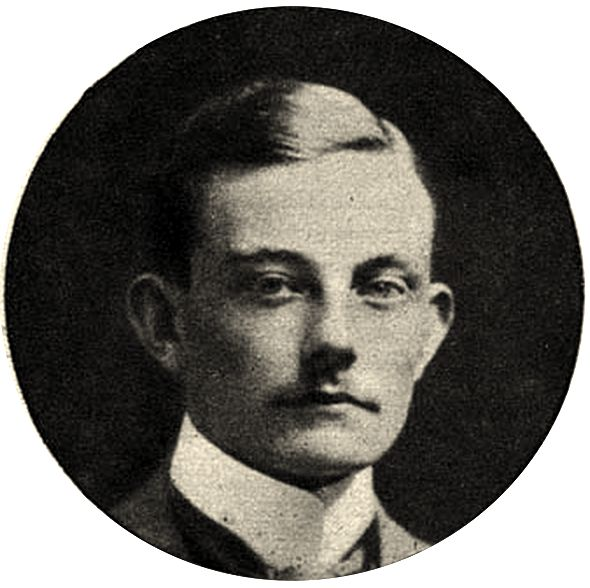
Dr. A.J. Kluyver, 1921

### Bio-energetica
Kluyver wilde de activiteiten van de Delftse onderzoeksgroep uitbreiden naar de gebieden van de metabole wegen en de bio-energetica. Samen met Hendrick Donker bracht hij in 1926 het artikel Die Einheit in der Biochemie uit. De daarin beschreven visie van biochemische eenheid is mogelijk zijn bekendste werk. Kluyver toonde daarmee aan dat zijn hypothese klopte; dat elk mechanisme, hoe groot of klein ook, op biochemisch niveau hetzelfde is.

### Microbiologie
Kluyver wordt beschouwd als de grondlegger van de vergelijkende microbiologie en ontwikkelde (met zijn onderzoekers) een methode om schimmels zo te bewerken dat er onder meer antibiotica uit te winnen valt. Anno 2008 wordt deze methode nog steeds gebruikt.
Daarnaast was Kluyver een van de mensen achter het idee dat taxonomie op het niveau van microben gebaseerd moet zijn op zowel morfologie als op fysiologie, in plaats van alleen op het eerstgenoemde. Onderzoek naar verschillende gistingen waarmee organismen energie verkregen, leidde in 1928 tot een industriële productie van butaan-2,3-diol, acetoïne en daaruit volgend diacetyl.

## Onderscheidingen en wetenswaardigheden
Kluyver werd in 2017 geselecteerd voor de Alumni Walk of Fame ter gelegenheid van het 175-jarig bestaan van de TU Delft. Kluyver kreeg dit eerbetoon vanwege zijn uitzonderlijke loopbaan als microbioloog, botanicus en biochemicus.
De gistsoort Kluyveromyces lactis is genoemd naar Kluyver.